# Pennzoil Place
Pennzoil Place es un conjunto de dos torres gemelas de 36 plantas y 159 metros de altura en el centro de la ciudad de Houston, la más poblada del estado de Texas (Estados Unidos). Diseñado por Philip Johnson y John Burgee y construido en 1975, Pennzoil Place es el rascacielos más galardonado de Houston y es ampliamente conocido por su innovador diseño.

## Historia
En mayo de 1976, Deutsche Bank y otros socios de un grupo de inversión de Alemania Occidental compraron un 90 por ciento del edificio Pennzoil Place por $100 millones.
Redstone Cos., propietarios de The Houstonian Hotel, abrieron uno de los dos primeros gimnasios  "Houston Lite" en Pennzoil Place. El club se encuentra en la Suite 200.
En 2002 Arthur Andersen liberó unos 28000 m² de espacio en Pennzoil Lugar.

## Desarrollo y estilo
Pennzoil Place, desarrollado y gestionado por Gerald D. Hines Interests, consta de dos torres trapezoidales de 159 metros de altura separadas 3 metros entre sí y revestidas en vidrio de color bronce oscuro y aluminio. Los edificios son imágenes especulares uno del otro. La plaza a nivel de calle que une las dos estructuras está encerrada en atrio piramidal de 35 metros. Deliberadamente diseñado como una ilusión óptica, la apariencia de Pennzoil Place varía según desde que lugar se observe. Pennzoil Place es notable en los círculos arquitectónicos por romper el diseño modernista de caja de cristal que se hizo popular por los seguidores de Ludwig Mies van der Rohe y por introducción la era de la posmodernidad. Los edificios combinados contienen 130 000 m² de espacio alquilable.
El arquitecto Philip Johnson fue galardonado con la Medalla de Oro del AIA en 1978 y se convirtió en el primer laureado del Premio Pritzker de Arquitectura en 1979 por Pennzoil Place. Fue nombrado el «Edificio de la Década» en 1975 por la crítico de arquitectura Ada Louise Huxtable del New York Times, debido a su dramática silueta y su repercusión en el skyline de la ciudad de Houston.